# Xian de Qonggyai
Le xian de Qonggyai (chinois : 琼结县 ; pinyin : qióngjié xiàn ; tibétain : འཕྱོངས་རྒྱས་རྫོང, Wylie : ’Phyongs-rgyas rdzong, pinyin tibétain : Qonggyai, THL : Chonggyä) est un district administratif de la région autonome du Tibet en Chine. Il est placé sous la juridiction de la préfecture de Shannan.

## Démographie
La population du district était de 17 491 habitants en 1999.

## Subdivisions administratives
- Bourg de Qiongjie 琼结镇, centre urbain
- Canton de Jiama (zh) 加麻乡
- Canton de Xiashuih (zh) 下水乡
- Canton de Layu (zh) 拉玉乡

## Patrimoine
La Vallée des rois, ou vallée de Qonggay, comportent les tombes de différentes personnalités de l'Empire du Tibet, dont son fondateur, Songtsen Gampo, son épouse chinoise, la princesse Wencheng, son petit-fils, Mangsong Mangtsen ou encore Tri Ralpachen.
La vallée est également surplombée par le mont Chingwa Taktse (chinois : 青瓦达孜山 ; pinyin : qīngwǎ dázī shān), comportant le monastère de Riwo Dechen dans lequel on peut voir un imposant chorten et mur à thangka. Le mont comporte également les ruines du palais fortifié ou vivait l'Empereur Songtsen Gampo au début de son règne.